# Oskar Dawicki
Oskar Dawicki (ur. 28 lipca 1971 w Starogardzie Gdańskim) – polski artysta multimedialny, zajmuje się sztuką performance, wideo, fotografią i dokumentacją, tworzy instalacje i obiekty. Mieszka i pracuje w Warszawie.

## Życiorys
W 1996 ukończył malarstwo na Wydziale Sztuk Pięknych Uniwersytetu Mikołaja Kopernika w Toruniu (dyplom w pracowni prof. Lecha Wolskiego), gdzie wraz z Radosławem Nowakowskim i Wojciechem Kiwi Jaruszewskim tworzyli w latach 90. XX wieku grupę Tu Performance. Następnie wraz z Igorem Krenzem, Wojciechem Niedzielko i Łukaszem Skąpskim założył w 2001 roku grupę Azorro. Od 1994 występuje jako performer (od 1995 w charakterystycznej, błękitnej marynarce).

## Twórczość
Od 1995 roku występuje w charakterystycznej niebieskiej marynarce. Strój ten pełni rolę przebrania. Za każdym razem, gdy go zakłada, nie mówi w pełni otwarcie. Każdy gest, ale i wypowiedź należą wtedy do obszaru jego sztuki. Na początku swojej kariery wykonywał wiele performances oraz intensywnie uczestniczył w festiwalach tej sztuki. Od 1998 r. zaczyna wprowadzać do swoich działań kwestionowanie ich zasadności oraz sensu sztuki w ogóle. W 2002 r. wykonał performance, w którym przepytywany jest ze wszystkich istotnych dla sztuki kwestii i opinii. Na każde pytanie odpowiada „Nie wiem”.
W swoich akcjach Dawicki często posługuje się ironią i groteską, jego główną bronią jest humor. Podejmuje kwestie tożsamości, własnego istnienia, znikania i pojawiania się, które, poprzez kładzenie nacisku na osobę artysty i fakt występowania przed publicznością (niczym w popularnym one-man-show), doprowadziły go do podważenia idei performance’u. Przewrotnie wykorzystuje tradycje sztuki konceptualnej i krytyki instytucji, wcielając się w rolę zleceniodawcy (Dziesięciolecie malarstwa I-II, 2005; Portrety uliczne, 2003). W pracach wideo dokonuje ironicznej autorefleksji (Przepraszam, 2005). Postawę jego można odbierać jako konsekwentnie nieskuteczne uciekanie od sztuki.
W 2010 r. Łukasz Gorczyca i Łukasz Ronduda napisali książkę W połowie puste. Życie i twórczość Oskara Dawickiego, w której wątki biograficzne mieszają się z fikcyjnymi. Opowieść jest, zgodnie z tytułem, oparta na życiu i twórczości Dawickiego. W 2014 r. na jej podstawie nakręcono film Performer, w którym artysta zagrał samego siebie.

## Przykładowe prace
- Nieporozumienie (2007)
- I’m sorry (2005) – praca video, w której Dawicki przeprasza za „nieudaną” wystawę.
- Vanitas (2005) – artysta wystawił zbiór produktów spożywczych podłączonych do timerów odliczających czas ich „życia” – do terminu ważności.
- Koniec świata przez pomyłkę (Nekrologi) (2004)
- Projekt reklamowy (2002)

## Wybrane wystawy
Wystawy indywidualne
- 1999: Dasein Off, Galeria Zderzak, Kraków;
- 2002: Help!, Galeria Raster, Warszawa;
- 2002: Advertising Project, Galeria Display, Praga;
- 2003: O, Galeria Zachęta, Warszawa[4];
- 2005: Dziesięć lat malarstwa, Bunkier Sztuki, Kraków;
- 2007: Meblowanie mieszkania pułapki, Galeria Arsenał, Białystok[5];
- 2013: O dwie prace za mało, Galeria Arsenał, Białystok;
- 2013: O jedną pracę za mało, Galeria Raster, Warszawa;
- 2013: PERFORMER, Galeria Art Stations, Poznań[6];
- 2013: Ćwiczenia z aktywnej nieobecności, Galeria Centrum Kultury i Sztuki „Wieża Ciśnień”, Konin;
- 2014: Pies pijaka (wraz z Rafałem Bujnowskim), Gdańska Galeria Miejska 2, Gdańsk;
- 2015: Lacrimosa, Galeria Labirynt, Lublin

Wystawy zbiorowe
- 1996: Wrażliwość multimedialna, Bunkier Sztuki, Kraków;
- 2000: Model do składania, Centrum Rzeźby Polskiej, Orońsko;
- 2001: 26 Youth Salon, Zagrzeb;
- 2002: Look at me, novart.pl, Bunkier Sztuki, Kraków;
- 2002: Sposób na życie, CSW Łaźnia, Gdańsk;
- 2003: Sztuka III RP, Centrum Rzeźby Polskiej, Orońsko;
- 2005: Broniewski, Galeria Raster, Warszawa;
- 2006: W Polsce, czyli gdzie?, CSW Zamek Ujazdowski, Warszawa;
- 2007: Re(ko)nesans malarstwa, Górnośląskie Centrum Kultury, Katowice;
- 2010: Idealna wystawa, CSW Znaki Czasu, Toruń
- 2015: #naukaczytania, Galeria Słodownia +1, Stary Browar, Poznań[7]

## Prace w zbiorach
- CSW Znaki Czasu, Toruń;
- Fundacja GESSEL dla Muzeum Narodowego, Warszawa;
- Fundacja Sztuki Polskiej ING, Warszawa;
- Galeria Arsenał, Białystok;
- Instytut Sztuki Wyspa, Gdańsk;
- Muzeum Sztuki Współczesnej MOCAK, Kraków;
- Muzeum Sztuki Nowoczesnej, Warszawa;
- Muzeum Sztuki, Łódź;
- Zachęta Sztuki Współczesnej, Szczecin